# Frédéric Febvre
Alexandre Frédéric Febvre, född den 20 februari 1833 i Paris, död där den 14 december 1916, var en fransk skådespelare.
Febvre spelade från 1850 i franska landsorten, debuterade 1857 med framgång på Théâtre de l'Odéon, var sedan anställd vid olika privatteatrar i Paris och 1866–1893 vid Théâtre-Français, från 1867 som societär. Febvre var en lysande framställare av den samtida franska dramatikens stora resonörs- och karaktärsroller och gav också individuellt liv och skarp profil åt vissa av den klassiska repertoarens gestalter, särskilt inom komedin. Bland hans roller märks Tartuffe, Almaviva i Barberaren i Sevilla, Don Salluste i Ruy Blas, Kobus i Vännen Fritz och Olivier de Jolin i Falska juveler. Febvre utgav bland annat memoarverket Journal d'un comédien (2 band, 1896).